# 德里地铁
德里地铁（羅馬化：Dillī Meṭro）是印度首都新德里的城市轨道交通系统，并且该系统还服务首都圈内的卫星城——加兹阿巴德，法里达巴德，古尔冈，诺伊达，巴哈杜加尔和巴拉贝加尔。德里地铁是印度迄今为止规模最大、最繁忙的城市轨道交通，德里也是印度继加尔各答之后，第二个开通地铁的城市。
德里地铁以高架路段为主，以地面和地下路段为辅，使用印度宽轨和标准轨两种轨距。全线网每日运行2700多趟列车，运营时间为05:00至23:30。
德里地铁始建于1998年，第一个高架区间为红线的Shahdara站至Tis Hazari站，于2002年投入运营；第一个地下区间为黄线的Vishwa Vidyalaya站至喀什米爾門站，于2004年投入运营。线网的发展分为多个阶段，第一、第二、第三阶段分别已于2006年、2011年和2019年完成，第四阶段已于2019年12月30日正式动工。德里地铁铁路有限公司（DMRC）由印度政府和德里政府共同出资组建，该公司负责德里地铁的建造和运营。
值得一提的是，古尔冈地铁和诺伊达地铁是服务德里卫星城古尔冈和诺伊达的城市轨道交通系统，二者可与德里地铁相互换乘。古尔冈地铁和诺伊达地铁的规模较小，各有一条线路，其中古尔冈地铁与德里地铁共享票务系统。DMRC于2019年2月5日接管了陷入财务困境的古尔冈地铁的运营业务，作为其自身网络的一部分。
德里地铁曾是軌道運輸標竿聯盟（NOVA）的成员，現在則是国际地铁联盟的成员。

## 历史

德里地鐵於2002至2018年的發展

德里地铁自1984开始计划，当时德里建设局和市艺术委员会提出建议要为城市开发一套综合的交通系统。印度政府和德里政府在1995年联合设立了德里地铁有限公司（DMRC）。1998年10月1日DMRC开始了地鐵第一期的建设工作。由於加爾各答地鐵早前曾因為政治原因、技術問題和政策延誤而超支12次和不斷推遲開通的日期，DMRC被賦予更大的自主度和權力以執行本項工程。DMRC曾向香港地鐵公司諮詢地鐵的運營和建造方法。因此除了2000年印度鐵路部要求DMRC採用寬軌外，地鐵的建設工程一直順利進行。2002年12月24日，時任印度總理阿塔爾·比哈里·瓦傑帕伊為德里地鐵紅線首通段主持啟用典禮。
2004－2005年黃線一期逐步开通，藍線一期則於2005－2006年逐步開通，自此德里地鐵第一期工程於2006年11月11日全數完成，比原定時間提早三年，而且沒有超支。德里地鐵第二期工程全長124.6公里（77.4英里），共設85個車站，並已於2011年8月27日全數完成。第二期工程包括2009年开通的蓝线支线，以及2010－2011年逐步开通的綠線一期和紫線一期。
德里地鐵第三期工程共設26座地下車站、2條新線（粉紅線和洋紅線）和11條既有線的延伸，新鐵路的總長度達167.27公里。此期工程已於2011年展開，曾有超過20部隧道鑽挖機同時進行工程。工程原訂於2016年全數完成，但因為土地取得問題，現時預計於2018年12月全數完成。2017年12月25日，總理納倫德拉·莫迪為印度首條無人駕駛的鐵路—德里地鐵洋紅線首通段主持啟用典禮。
2020年12月28日，德里地鐵首列無人駕駛列車投入洋紅線運營。

## 路線
| 线路番号 | 線路名 | 開通年份   | 最後延伸年份 | 車站數 | 長度 (公里) | 起訖車站              | 起訖車站               | 列車數量 | 軌距 (毫米) | 供電               |
| -------- | ------ | ---------- | ------------ | ------ | ----------- | --------------------- | ---------------------- | -------- | ----------- | ------------------ |
| 1号线    | 紅線   | 2002-12-24 | 2019-03-08   | 29     | 34.69       | Shaheed Sthal站       | 瑞塔拉站               | 35       | 1676        | 25 kV交流电 接触网 |
| 2号线    | 黃線   | 2004-12-20 | 2015-11-10   | 37     | 49.31       | 薩梅普爾巴德利站      | 胡達市中心站           | 60       | 1676        | 25 kV交流电 接触网 |
| 3号线    | 藍線   | 2005-12-31 | 2019-03-09   | 50     | 56.61       | 諾伊達市中心站        | 德瓦卡21區站           | 70       | 1676        | 25 kV交流电 接触网 |
| 4号线    | 藍線   | 2010-01-07 | 2011-07-14   | 8      | 8.74        | 亞穆納河岸站          | 維薩利站               | 70       | 1676        | 25 kV交流电 接触网 |
| 5号线    | 綠線   | 2010-04-03 | 2018-06-24   | 21     | 26.32       | 因德爾洛克站          | 巴哈杜爾加爾城市公園站 | 20       | 1435        | 25 kV交流电 接触网 |
| 5号线    | 綠線   | 2011-08-27 | —            | 2      | 3.32        | 阿育公園站            | 基爾提市站             | 20       | 1435        | 25 kV交流电 接触网 |
| 6号线    | 紫線   | 2010-10-03 | 2018-11-09   | 34     | 46.70       | 喀什米爾門站          | 埃斯科特斯穆傑沙爾站   | 44       | 1435        | 25 kV交流电 接触网 |
| 机场快线 | 橙線   | 2011-02-23 | —            | 6      | 22.70       | 新德里                | 德瓦卡21區站           | 10       | 1435        | 25 kV交流电 接触网 |
| 7号线    | 粉紅線 | 2018-03-14 | 2018-12-31   | 23     | 39.72       | Majlis公園站          | Mayur Vihar Pocket I站 | 29       | 1435        | 25 kV交流电 接触网 |
| 7号线    | 粉紅線 | 2018-03-14 | 2018-12-31   | 15     | 17.86       | Trilokpuri Sanjay湖站 | Shiv Vihar站           | 13       | 1435        | 25 kV交流电 接触网 |
| 8号线    | 洋紅線 | 2018-03-24 | 2018-12-03   | 25     | 37.46       | 植物园站 (德里)       | 西納普里西站           | 26       | 1435        | 25 kV交流电 接触网 |
| 9号线    | 灰線   | 2019-10-04 | 2019-10-04   | 3      | 4.29        | 德瓦卡                | Najafgarh              | 3        | 1435        | 25 kV交流电 接触网 |
| 总计     | 总计   | 总计       | 总计         | 253    | 347.66      |                       |                        | 310      |             |                    |

## 列車

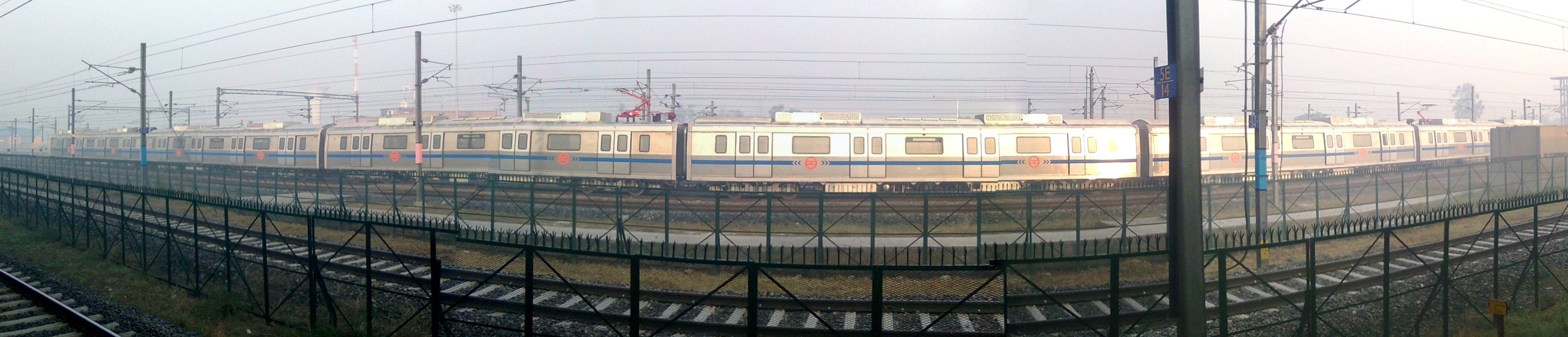
其中一列6卡列車。大多數藍線和黃線的列車已由4卡擴展成6及8卡以提升運量

德里地鐵並沒有統一各線的軌距，其中於德里地鐵第一期開通的線路（紅、黃、藍線）為寬軌（1676毫米），第二期及以後開通的線路則使用標準軌（1435毫米）。
地鐵第一期所使用的寬軌列車由現代Rotem、三菱商事和三菱電機聯合製造。這批列車初期由現代Rotem於南韓製造，後來則改由BEML透過技術轉移於邦加羅爾製造。這些列車外觀與港鐵的韓製列車相似，以4卡為一列，車廂闊3.2米，乘客可以透過車廂間之通道前往不同車廂。每列4卡列車可載客1500人，而每卡車廂則設有50個座位和330個站位。所有列車車廂均設有空調、自動車門以及由微處理器控制的煞車系統。這些4卡列車可於1.1公里的距離維持平均速度32公里每小時，並擴展成8卡，而車站月台在設計時亦已預留空間以便列車增至8卡行走。
地鐵第二期所需要的寬軌列車則由龐巴迪運輸所製造，當時龐巴迪運輸接下的列車訂單總值高達1.1億美元。這批列車部分為4卡編組、部分為6卡編組。每列4卡列車可載客1178人，每列6卡列車則可載1792人。此批列車配備多項更完善的設施，包括監控鏡頭、行動裝置充電點、暖氣設備和經改良的空調系統。
德里地鐵的標準軌列車主要由BEML於邦加羅爾製造，列車為4節編組。每列列車可載客1506人，並可於1.1公里的距離維持平均速度達34公里每小時。每節車廂有50個座位、292個站位。這批列車配備監控鏡頭（車廂內外均設有）、行動裝置充電點、更完善的濕度控制系統以及由微處理器控制的煞車系統。
在第三期的規劃中，德里地鐵曾考慮為部分新增線路引入磁懸浮列車，但DMRC於2012年8月最終決定全數採用普通輪軌列車。
- 現代Rotem - BEML 為德里地鐵第一期生產的红线寬軌列車[36]
- 黄线列车
- 蓝线列车
- 绿线列车
- 紫线列车
- 机场快线列车内部
- 灰线列车
- 洋红线列车

## 營運資訊
德里地鐵的班次由約1-2分鐘1班（繁忙時間）至約5-10分鐘一班（非繁忙時間）不等。列車車速普遍達50公里每小時，而列車在每個站大約停留20秒。車站廣播使用印地語和英語。許多車站都設有自動提款機、餐廳、咖啡店、便利店和手機充電服務。2010年起，每列列車的第一節為女性專用。德里地鐵亦推出了自己的手機應用程式Delhi Metro Rail，讓使用者得悉離自己最近的地鐵站、車費、車位使用狀況、車站附近的旅遊景點、保安和緊急求助熱線。

### 車票種類
德里地鐵的乘客可使用單程票或交通卡以支付車費，票價收費主要根據所乘搭的距離而定。交通卡為購買日或最後一次使用後的十年內有效。乘客如使用交通卡，可獲九折的車費折扣，於星期一至六非繁忙時間乘搭地鐵更可獲得額外的九折折扣。具体票价规定请见下表。德里地鐵亦有提供一日票和三日票予旅客購買。
| 乘坐距离 (km) | 票价(卢比) |
| ------------- | ---------- |
| 0 - 2         | 10         |
| 2 - 5         | 20         |
| 5 - 12        | 30         |
| 12 - 21       | 40         |
| 21 - 32       | 50         |
| >32           | 60         |

### 安全
2002 - 2007年，德里警方負責德里地鐵的安全事務。自2007年起，德里地鐵的安全事務改由中央工業安全部隊負責。地鐵系統主要依靠超過7000名安全部隊成員、金屬探測器、X射線行李檢查器和檢測犬維持治安。德里地鐵的車站、列車均設有閉路電視，全地鐵系統共設有約5200個閉路電視，每個地下車站設有約45-50個鏡頭，每個高架車站設有約16-20個鏡頭。德里地鐵有限公司（DMRC）和中央工業安全部隊均會負責監控鏡頭。德里地鐵亦會定期在車站和列車上舉行消防演習。

### 乘客數量
德里地鐵的乘客數量自2002年開通後就持續上升。2002年12月德里地鐵開通時，日均乘客量為約8萬人；於2016－2017財政年度，日均乘客量已升至276萬人。
| 年份    | 載客量    |
| ------- | --------- |
| 2004–05 | 124,000   |
| 2005–06 | 268,000   |
| 2006–07 | 484,000   |
| 2007–08 | 625,000   |
| 2008–09 | 722,000   |
| 2009–10 | 919,000   |
| 2010–11 | 1,259,000 |
| 2011–12 | 1,660,000 |
| 2012–13 | 1,926,000 |
| 2013–14 | 2,190,000 |
| 2014–15 | 2,386,000 |
| 2015–16 | 2,590,000 |
| 2016–17 | 2,760,000 |
| 2017–18 | 2,537,000 |
| 2018–19 | 2,285,000 |

### 環境保護
德里地鐵曾因為其保護環境的措施而獲得聯合國、國際標準化組織等國際組織所頒發的獎項。德里地鐵亦是世界上繼紐約地鐵後第二座獲得ISO 14001環境管理認證的地鐵系統。大多數位於藍線的地鐵車站都會收集雨水以作環境保護。此外，德里地鐵亦參與了聯合國的清潔發展機制，透過在列車使用再生制動系統節約能源，於排污交易中獲得了400,000碳信用，成為世上首個獲得碳信用的鐵路項目。